# Стэнли Кубрик: Жизнь в кино
«Стэнли Кубрик: Жизнь в кино» (англ. Stanley Kubrick: A Life in Pictures) — документальный фильм о жизни и творчестве известного американского кинорежиссёра Стэнли Кубрика, снятый его помощником, другом и исполнительным продюсером ряда его фильмов Яном Харланом. Продолжительность фильма составляет 135 минут. В фильме рассказывается о жизни Стэнли Кубрика и об истории создания всех его фильмов. Ян Харлан взял интервью у многих из людей, с которыми Кубрику приходилось работать:  Джека Николсона, Тома Круза, Николь Кидман, Кейра Дуллеа, Артура Кларка, Малкольма Макдауэлла, Дьёрдь Лигети и Мэттью Модайна.